# Ludwig von Rößler (Beamter)
Ludwig Christian Rößler, ab 1827 Ludwig Christian von Rößler (* 16. März 1785 in Wiesbaden; † 8. März 1835 ebenda) war ein deutscher Jurist und Herzoglich-nassauischer Generaldomänendirektor.

## Leben

### Herkunft und Familie
Ludwig von Rößler wurde als Sohn des Hofgerichtsdirektors Philipp Ludwig Rößler (1743–1803) und dessen Ehefrau Margarethe Antoinette Adam (1754–1796) geboren.
Am 25. März 1808 heiratete er in Dotzheim Christine Louise Vigelius (1791–1846), mit der er die Kinder Ludwig (1809–1884), Albert (1815–1879) und Philipp (1828–1894) hatte.
Der Naturforscher Karl Rößler war sein Bruder.

### Wirken
Von Rößler trat 1807 in die Dienste des Herzogs von Nassau, wurde Rechnungsrat und Wirklicher Regierungsrat und leitete von 1814 an als Direktor die Wege- und Uferbaudirektion.
1815 wurde er zum Domänenrat und zwei Jahre später zum Geheimen Domänenrat ernannt und bekleidete von 1824 bis 1835 das Amt des Generaldomänendirektors. In dieser Funktion war er gegenüber dem Landesherrn für die ordnungsgemäße Verwaltung des herzoglichen Vermögens verantwortlich.
In der Ministerialkanzlei unter der Leitung von Carl Friedrich von Ibell war er einer der Kanzlei-Referendare im Rang eines Geheimen Rates.
Am 17. Dezember 1827 wurde er bei der Königlich-bayerischen Adelsklasse immatrikuliert und erhielt am 20. Dezember 1827 die Anerkennung des Herzogtums Nassau.

### Öffentliche Ämter
- 1815 Mitbegründer der Wiesbadener Casinogesellschaft
- 1825 Direktor des Vereins für Nassauische Altertumskunde
- 1829 Mitglied der Rheinschifffahrtskommission[2][3].